# Juliana Machado
Juliana Machado (6 de novembro de 1994) é uma handebolista angolana.

## Carreira
Juliana Machado representou a Seleção Angolana de Handebol Feminino nos Jogos Olímpicos de Verão de 2016.